# Maurycy Maciszewski
Maurycy Maciszewski (ur. 13 września 1847 w Bochni, zm. 5 czerwca 1917 w Tarnopolu) – polski nauczyciel.
W 1867 ukończył Gimnazjum św. Anny w Krakowie. Pracę nauczycielską rozpoczął w 1873 w Szkole realnej w Krakowie. Jako profesor pracował w C. K. Gimnazjum w Brzeżanach, gdzie uczył historii i propedeutyki filozofii oraz był zawiadowcą biblioteki, po czym 9 lutego 1883 został mianowany profesorem IV C.K. Gimnazjum we Lwowie. Według rozporządzenia C. K. Rady Szkolnej Krajowej z 22 lipca 1889 cesarz Franciszek Józef I najwyższym postanowieniem z 4 lipca 1889 raczył mianować dyrektorem C. K. Wyższego Gimnazjum w Tarnopolu. 30 listopada 1898 otrzymał nadany przez cesarza tytuł c.k. radcy szkolnego z uwolnieniem od taksy.
Przez pewien czas był przewodniczącym Koła tarnopolsko-złoczowskiego Towarzystwa nauczycieli szkół wyższych, 21–22 maja 1893 uczestniczył w dziewiątym walnym zgromadzeniu Towarzystwa w Krakowie. Był członkiem Komisji Historycznej Akademii Umiejętności w Krakowie. 
Autor rozpraw:
- Pomniki Sieniawskich w Brzeżanach (Lwów, 1882)
- Historya gimnazyum tarnopolskiego[10]
- Zamek w Brzeżanach (Tarnopol, 1908)[11]
- Brzeżany w czasach Rzeczypospolitej Polskiej (Brody, 1911)

Zmarł 5 czerwca w Tarnopolu. Pochowany wraz z żoną – Mieczysławą z Czaplic Pohoreckich (21.XII.1855–24.XI.1935) – na cmentarzu Mikulinieckim w Tarnopolu